# Richard Young
Richard "Ricky" Young (nascido em 12 de Maio de 1975) é um profissional estadunidense de wrestling e ex-jogador de futebol americano, mais conhecido por seu trabalho na WWE sob o nome de Ricky Ortiz.
Enquanto jovem, trabalhou na XFL e na National Football League (NFL).

## Carreira

### 2008
Ricky Ortiz fez sua estréia no ECW no dia 1 de julho de 2008 ao vencer Armando Estrada. Ele voltou a lutar no ECW do dia 29 de julho, ao vencer Chavo Guerrero por desclassificação.

### 2009
No WWE Draft de 2009, foi transferido para o SmackDown.
Em 08 de Agosto de 2009 foi demitido pela WWE.
No dia 30 de Dezembro de 2009,Ricky Ortiz foi visto assinando um contrato com TNA.

## In wrestling
- Finishing and signature moves
  - Big O (WWE) / Boneyard Boogie (OVW) (Running jumping splash, with theatrics)
  - Diving shoulder block
  - Dropkick
  - Sitout front powerslam

- Apelidos
  - The Latin Assassin (OVW)[1]